# Myllymäki (Hämeenlinna)
Myllymäki est un quartier d'Hämeenlinna en Finlande.

## Présentation
Situé au sud-ouest du centre-ville, Myllymäki est bordé au nord-est par Hämeensaari, au nord par Kauriala, à l'ouest par Hattelmala, au sud par  Kankaantausta et à l'Est par la Valtatie 3 et le lac Vanajavesi.
À l'extrémité nord du quartier se trouve la caserne de Finlande construite dans les années 1880 et classée par la direction des musées de Finlande parmi les sites culturels construits d'intérêt national en Finlande.
Myllymäki abrite aussi l'institut professionnel Tavastia.